# Sally Kirkland (giornalista)
Sally Kirkland (El Reno, 1º luglio 1912 – New York, 1º maggio 1972) è stata una giornalista statunitense.
Sally Kirkland è stata Fashion Editor e redattore di moda della rivista Vogue e ha lavorato come unico redattore di moda presso la rivista Life tra il 1947 e il 1969. Insieme a Grace Kelly e alla stilista Vera Maxwell, la Kirkland ricevette nel 1955, per il suo contributo dato alla moda, il prestigioso premio Neiman Marcus Fashion Award.

## Biografia
Nata come Sarah Phinney a El Reno (Oklahoma-USA). È stata sposata con Frederic McMichael Kirkland; la loro unica figlia è l'attrice Sally Kirkland, sua omonima. Nel 1939, è assistente di redazione della rivista Vogue e nel 1946, ne diventa redattrice. È corrispondente dal Pacifico della rivista Life durante la seconda guerra mondiale e dal 1947 al 1969 ne fu redattrice di moda. Si adopera per rendere la rivista sempre più influente nel settore della moda internazionale. È stata la prima editrice di moda ad essere conosciuta sia negli USA che in Europa spostandosi spesso dall'uno all'altro continente per seguire tutti gli eventi e le sfilate di moda. Ha fermato il traffico in Place de la Concorde a Parigi per ottenere una foto di moda. Ha messo l'Irlanda sulla mappa della moda internazionale pubblicando in copertina la designer irlandese Sybil Connolly. Contribuisce al fascino di Grace Kelly, Audrey Hepburn, Faye Dunaway e Jacqueline Kennedy Onassis da lei trasformate in icone della moda.
Nei primi anni cinquanta è in Italia spostandosi tra Via Vittorio Veneto a Roma e Palazzo Pitti a Firenze e segue entusiasticamente la crescita e l'affermarsi dell'Alta Moda di cui ne riporta entusiasticamente le cronache su Life negli USA. Nel luglio del 1954, viene premiata dagli stilisti Emilio Schuberth, Vincenzo Ferdinandi, le Sorelle Fontana, Giovannelli-Sciarra, Eleonora Garnett e Mingolini-Gugenheim per il suo ruolo di ambasciatrice della moda italiana negli Stati Uniti in occasione di "Alta Moda a Castel Sant'Angelo" ambientato nella suggestiva cornice del celebre castello.
Sempre nello stesso anno, a Firenze a Palazzo Pitti, ricevette dalle mani di Giovanni Battista Giorgini, l'Ordine della Stella della Solidarietà Italiana, premiata dal Governo Italiano per i suoi reportage sulla moda italiana. "Ero segretamente soddisfatta, perché la medaglia era verde e dorata e si abbinava bene all'abito da sera che ho sfoggiato in quella occasione".